# Korrigan

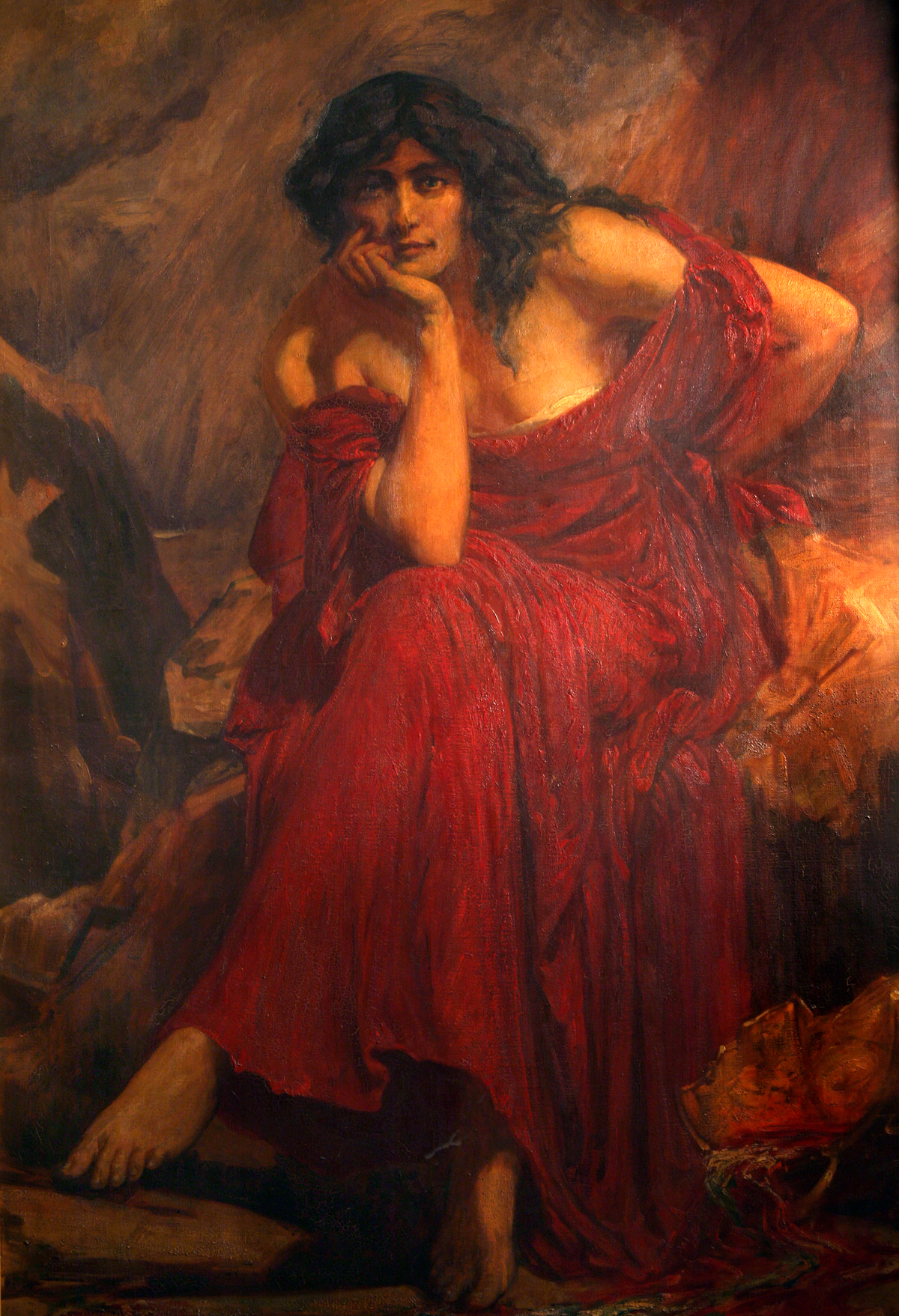
Ceridwen, der mögliche mythologische Ursprung der Korrigans

Die Korriganen sind Feen oder zwergenhafte Spukgestalten aus der keltischen Mythologie.

## Mythologie

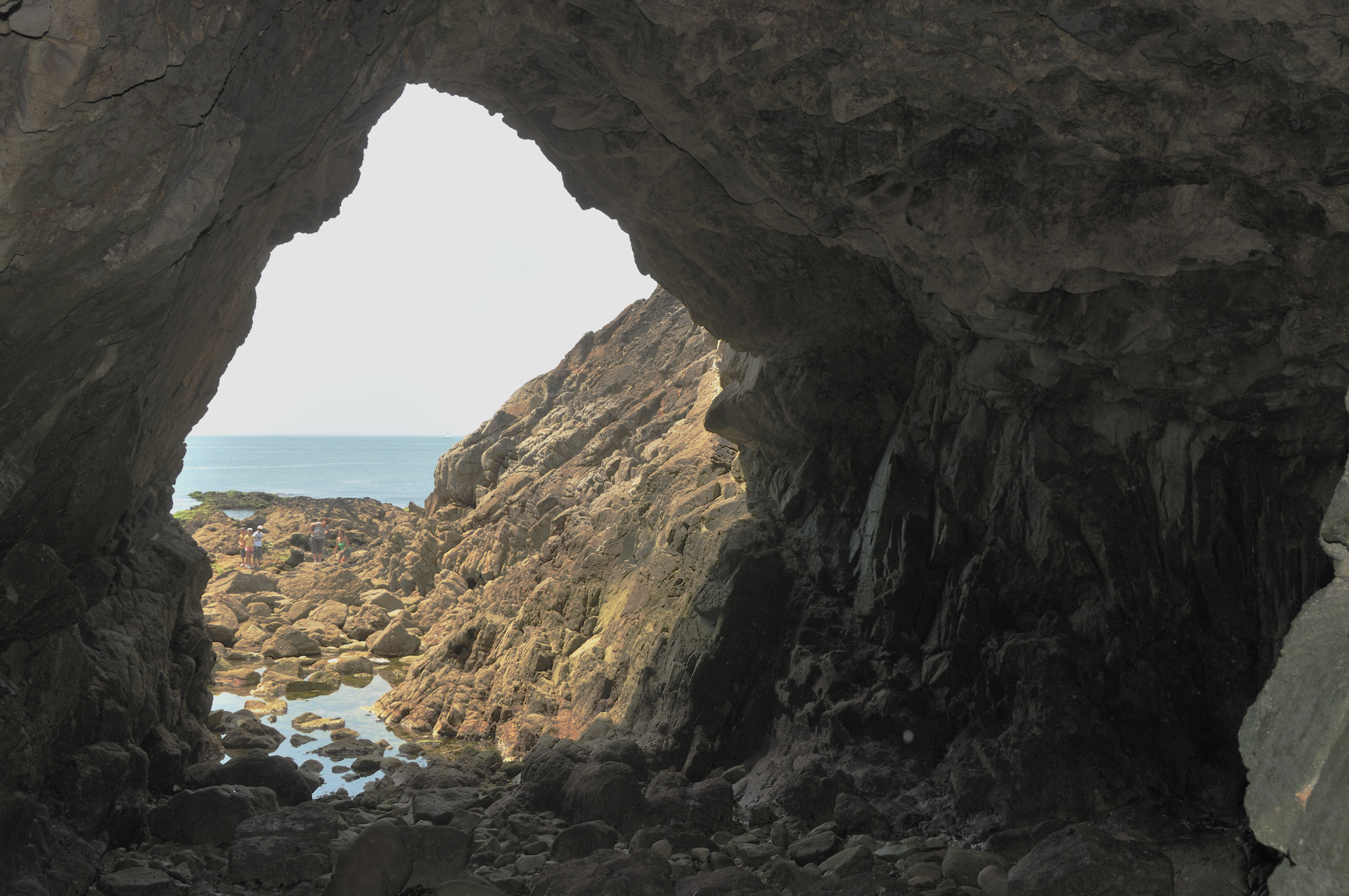
Nach Korrigans benannte Orte weisen auf eine tiefe Verwurzelung dieses Glaubens hin. Hier die Grotte des Korrigans (Le Pouliguen, Département Loire-Atlantique)

Korriganen werden als sehr schön und mit wundervollem Haar beschrieben, die jedoch nur nachts so schön sind und bei Tage ihren Zauber verlieren. Es wird gesagt, sie seien mächtige Fürstinnen oder Druiden-Priesterinnen gewesen, die sich der Christianisierung der Bretagne widersetzt hatten und sich an besondere Orte in der Natur zurückgezogen hätten. Hierbei bevorzugen sie bemooste Quellen.
Ähnlich wie Sirenen kämmen sie ihr Haar und betören unvorsichtige Männer durch ihren Gesang. Sie stehlen Kinder und ersetzen sie durch Wechselbälger.
Weiterhin werden ihnen magische Fähigkeiten nachgesagt: So sollen sie in die Zukunft blicken können, unheilbare Krankheiten kurieren, jederzeit an jedem beliebigen Ort erscheinen und sogar jede beliebige Gestalt annehmen.
Sie werden selten gesehen, meistens nur bei Nacht, wo sie unvorsichtigen Wanderern Trugbilder vorgaukeln. Sie verwandeln einfache Dinge wie Steine oder Bäume in Schlösser oder anderes. Sobald der Tag wieder anbricht, verflüchtigen sich die Trugbilder sofort wieder. Ebenso wie die Trugbilder verschwindet auch die Schönheit der Korrigan und hinterlässt ein unansehnliches, altes Wesen mit roten Augen.

## Ursprünge
Im Bretonischen bedeutet korr „Zwerge“, ig ist ein Diminutiv (Verniedlichungsform) und das Suffix an zeigt eine Koseform an. Dass boshafte Spukwesen mit einem Kosenamen bezeichnet werden, ist ein Widerspruch, der in der Mythologie häufiger vorkommt. Man denke an die Eumeniden, die Rachegöttinen der griechischen Sage, deren Name wörtlich „Wohlmeinende“ bedeutet.
Die Beschreibung der Korrigans ähnelt der der Banshees, wobei die Banshee im Gegensatz zur Korrigan als Schutzgeist verstanden wird. Weitere Wesen aus dem keltischen Raum weisen deutliche Ähnlichkeiten auf, so beispielsweise die Tylwyth Teg, Cailleach, Gwrach oder auch Black Annis. Dies lässt Rückschlüsse auf gemeinsame Wurzeln dieser Wesen zu. So wird vermutet, dass Ceridwen, eine keltische Göttin, dysphemiert wurde. Als Königin hätte sie sich immer mit neun Zofen umgeben. Daher wird die Zahl der Korrigans oft mit Neun beziffert.